# Taro Chiezo
Taro Chiezo (Kyoto, 14 februari 1978) is een Japanse beeldend kunstenaar en beeldhouwer. Hij staat bekend om zijn opvallende werken die vaak een combinatie zijn van traditionele Japanse kunstvormen en moderne esthetiek. Zijn werk omvat een breed scala aan media, waaronder sculpturen, installaties en schilderijen, en verkent thema's als identiteit, natuur en menselijke emotie.

## Vroege leven en opleiding
Chiezo ontwikkelde al op jonge leeftijd een interesse in kunst en creativiteit. Hij werd sterk beïnvloed door de rijke culturele tradities van zijn geboorteland, waaronder de oude kunstvormen van beeldhouwen, keramiek en het gebruik van natuurlijke materialen. Na zijn middelbare school studeerde Chiezo aan de Tokyo University of the Arts, waar hij zijn vaardigheden verder ontwikkelde en zijn eigen artistieke stem begon te ontwikkelen. Hij werd geïnspireerd door zowel de traditionele Japanse kunstenaars als door de moderne kunstbewegingen die op dat moment in Japan opkwamen.

## Werk en invloeden

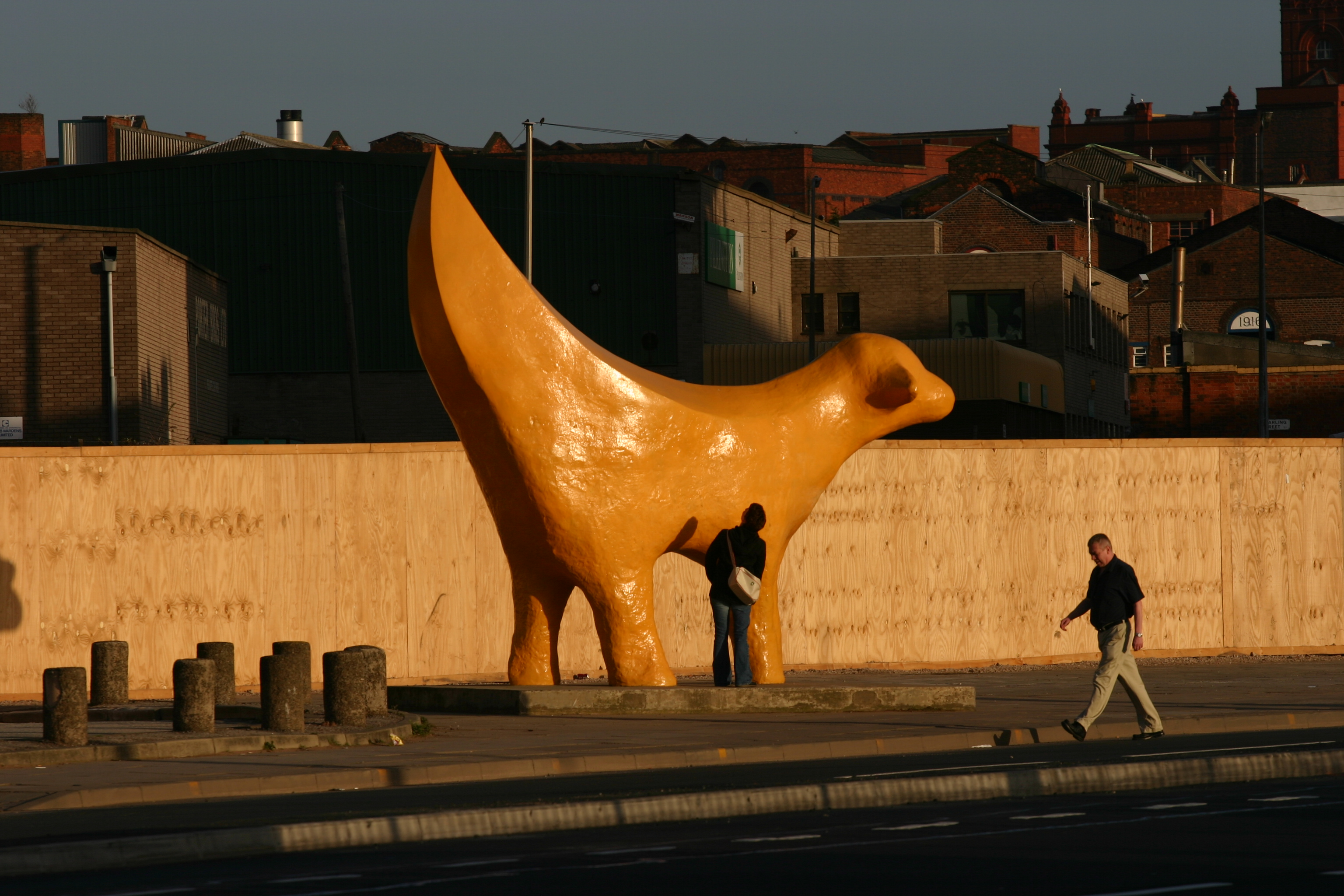
SuperLambBanana in Albert Dock, Liverpool, Engeland

Chiezo's werk wordt gekenmerkt door een opvallend gevoel voor detail en vakmanschap, evenals door een diepgaand begrip van materialen en hun inherente eigenschappen. Hij maakt vaak gebruik van hout, steen, metaal en andere natuurlijke elementen om zijn sculpturen te creëren, en zijn werk vertoont een harmonieuze fusie van traditionele technieken en hedendaagse concepten.
Een van de opvallende kenmerken van Chiezo's werk is zijn vermogen om de spanning tussen de natuurlijke en de menselijke wereld vast te leggen. Zijn sculpturen lijken organisch te groeien uit hun omgeving, terwijl ze tegelijkertijd een diepe menselijke emotie en spiritualiteit uitstralen.
Chiezo's invloeden zijn divers en omvatten zowel Japanse kunstenaars uit het verleden als hedendaagse internationale kunstenaars. Hij put inspiratie uit de rijke tradities van de Japanse kunst, zoals de zen-filosofie, de esthetiek van wabi-sabi en de subtiele schoonheid van de natuurlijke wereld.

## Tentoonstellingen en erkenning
Het werk van Taro Chiezo heeft internationaal erkenning gekregen en is tentoongesteld in gerenommeerde galerijen en musea over de hele wereld. Zijn exposities hebben lof geoogst van zowel critici als kunstliefhebbers en hebben bijgedragen aan zijn reputatie als een van de meest opmerkelijke hedendaagse kunstenaars uit Japan.
Chiezo heeft talloze prijzen en onderscheidingen ontvangen voor zijn werk, waaronder de prestigieuze Kyoto Art Prize, die wordt toegekend aan kunstenaars die een uitzonderlijke bijdrage hebben geleverd aan de hedendaagse kunstwereld.

## Blijvende invloed
Met zijn unieke visie en vakmanschap heeft Taro Chiezo een blijvende invloed gehad op zowel de Japanse kunstscene als de wereldwijde kunstgemeenschap. Zijn werk blijft inspireren en intrigeren, en zijn vermogen om de grenzen tussen traditie en moderniteit te overstijgen heeft hem een plaats gegeven als een van de meest gerespecteerde kunstenaars van zijn generatie.
- Gemeinsame Normdatei: 174369352
- International Standard Name Identifier: 0000 0000 6864 1075
- Library of Congress Control Number: no2013000468
- Union List of Artist Names: 500121304
- Virtual International Authority File: 96576218